# Gasa körzet
Gasa  egyike Bhután 20 körzetének. A fővárosa Gasa. 

## Földrajz
Az ország északi részén található a Himalája hegységben.

## Gewog-ok
- Goenkhamae
- Goenkaatoe
- Laya
- Lunan

## Történelem
Gasa körzet korábban Punakha körzet alkörzete volt.  1997-ben, a VII. ötéves terv kezdetén lett önálló körzet.